# Francisco González Guerrero
Francisco González Guerrero (San Sebastián del Sur, 3 de junio de 1889 - Ciudad de México, 7 de marzo de 1963) fue un , periodista, diplomático y académico mexicano.

## Estudios y primeras publicaciones
Realizó sus estudios en el Liceo de Varones de Guadalajara y en la Escuela Normal de Maestros de la Ciudad de México.  
Fue cofundador de la revista Nosotros, la cual se publicó de diciembre de 1912 a junio de 1914.  En dicha publicación participaron autores como Enrique González Martínez, Amado Nervo, Rafael López, Roberto Argüelles Bringas, Ricardo Gómez Robelo, Manuel de la Parra y Rubén M. Campos, de esta forma González Guerrero mantuvo contacto con los exponentes del modernismo mexicano.
Literato. Estudió en el Liceo de Varones de Jalisco. Se inició en la literatura fundando y dirigiendo la revista literaria Nosotros (1912-1914). Publicó poemas y crítica literaria en periódicos y revistas. Fue en 1930 cuando dio a la prensa su libro de poemas Ad altarem Dei, que lo consagró como uno de los mejores de su tiempo. En 1947 publicó un texto de crítica, Los libros de otros. Antologías: Sonetos mexicanos (México, 1945), Cuaresmas del Duque Job y otros artículos. Se encargó de la edición de la prosa de Amado Nervo en las Obras completas de Aguilar (Madrid, 1952). Su última publicación fue en 1962 la edición de las Poesías completas de M. Gutiérrez Nájera. Antes tuvo a su cargo los textos de Amado Nervo: Fuegos fatuos y Pimientos dulces, editados ambos por Porrúa. Persiguiendo un sueño (poemas inéditos) fue su libro póstumo en 1964. Fue Académico de la Lengua.

## Época revolucionaria
En 1913 trabajó en la Secretaría de Comunicaciones. Una vez derrocado el gobierno de Victoriano Huerta y durante los acontecimientos de la Revolución mexicana, González Guerrero se desempeñó como redactor y director de periódicos en Yucatán y Puebla.

## Administración pública y diputado
Radicó en la capital del país de 1918 a 1920, en este periodo fue director de las publicaciones del Museo Nacional y de la Universidad Nacional de México. En 1922 dirigió por un corto tiempo la Dirección de Educación de Jalisco y fue elegido diputado al Congreso de la Unión de la  XXX Legislatura.

## Secretaría de Relaciones Exteriores
En 1925 se integró a la Secretaría de Relaciones Exteriores redactando y dirigiendo publicaciones. En 1936, fue enviado a la embajada de México en España como secretario adscrito, después fue enviado a La Habana y Panamá, llegando a ser encargado de negocios de forma interina. Poco después estuvo en Bogotá, y en 1939 fue enviado a Roma. En 1941, prestó sus servicios en Lisboa. Por motivos de salud regresó a México y en 1942 fue enviado a Guatemala, dos años más tarde se retiró del Servicio Exterior Mexicano.

## Periodista y académico
Una vez retirado del servicio exterior se dedicó a la redacción y crítica literaria en Ediciones Chapultepec.  Fue secretario particular de  Luis Garrido Díaz, durante la gestión de este último como rector de la Universidad Nacional Autónoma de México. Fue director de la Imprenta Universitaria de 1952 a 1957.  
El 14 de mayo de 1954 fue elegido miembro de la Academia Mexicana de la Lengua, tomó posesión de la silla XXXIV el 16 de febrero de 1955 con el discurso "Revisión de Guitérrez Nájera" el cual fue contestado por Alfonso Méndez Plancarte. Murió el 7 de marzo de 1963.

## Obras publicadas
- Ad altare Dei, colección de poemas escritos de 1912 a 1922.
- Los libros de los otros: recensiones.
- En torno a la literatura mexicana: recensiones y ensayos.

Editó la parte dedicada a la prosa de las Obras completas de Amado Nervo para la Editorial Aguilar, Madrid, 1952.
- Persiguiendo un sueño, publicación póstuma de poemas en 1964.